# Лозинский, Валерий
Валерий (Валери) Лозинский (пол. Walery Łoziński; 15 января 1837, Николаев, Галиция, Австрийская империя (ныне Львовская область, Украины) — 30 января 1861, Львов) — польский прозаик и публицист.

## Биография
Из мелкопоместной шляхты.

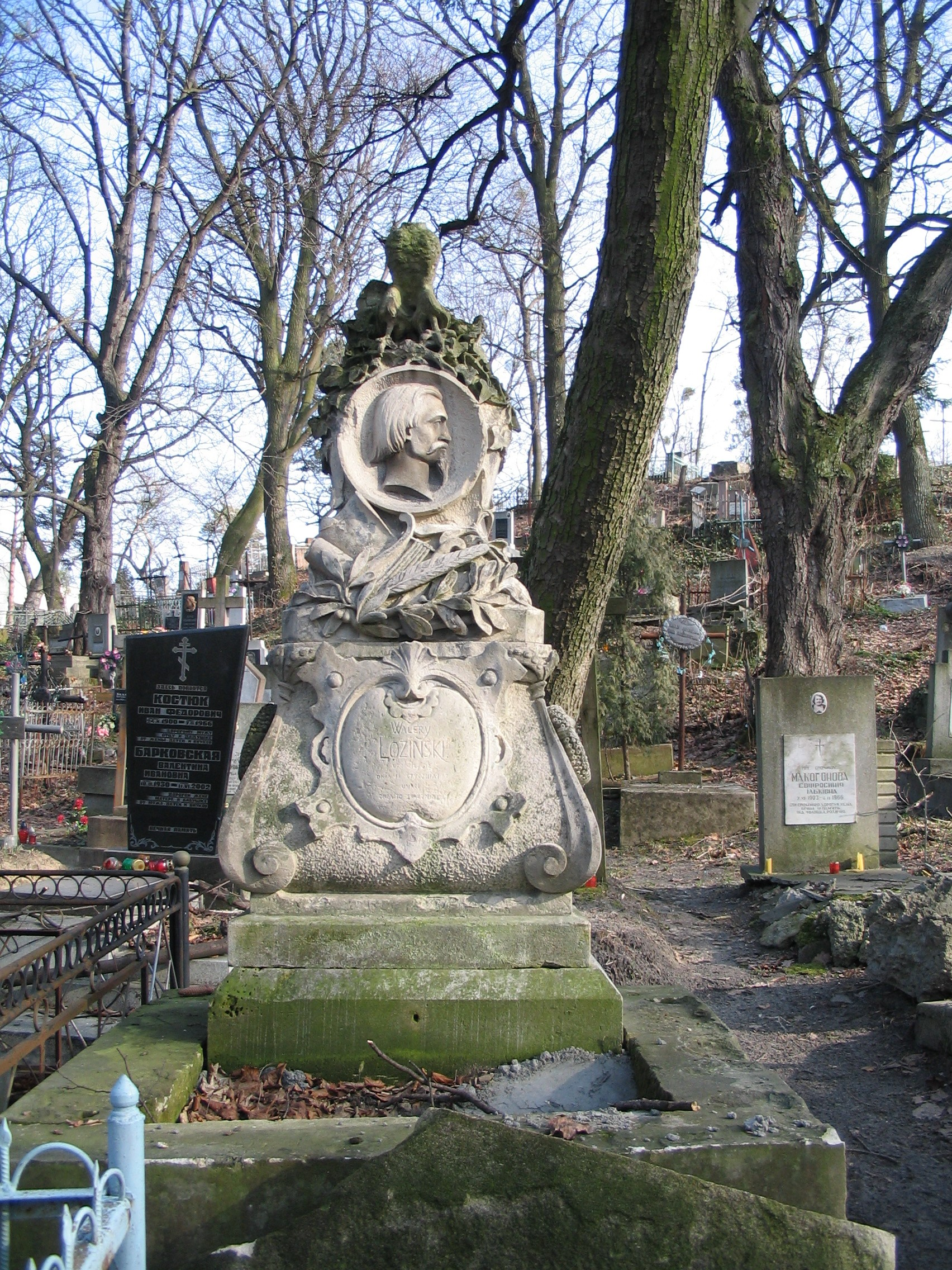
Могила В. Лозинского на Лычаковском кладбище

Родился в семье почтового работника. Старший брат историка и писателя Владислава Лозинского и историка Бронислава Лозинского. Двоюродный брат историка и писателя Карла Шайнохи.
Вместе с семьёй переехал в село под г. Самбором, где ещё в школьные годы начал писать свои первые литературные произведения (под псевдонимом Валентин из Смильницы). В 1855 году за патриотические выступления был исключён из гимназии с «волчьим билетом». 18-летний юноша переехал во Львов и начал работать в различных печатных изданиях, в частности в газете «Gazeta Lwowska» («Львовская газета»), печатает произведения, в которых чётко выражается его политическая позиция. В своих статьях он анализирует события Галицийского восстания (1846), революционную ситуацию в Галичине 1848 года («Весна народов»), за что имел конфликты с местными австрийскими властями. Его произведения подвергались цензуре, но это ещё больше активизирует В. Лозинского и он использовал газеты и журналы для резкой критики австрийского правительства.

## Творчество
В. Лозинский — популярный писатель середины XIX века. Автор ряда историко-приключенческих произведений, которыми восхищались, называя его «львовским Дюма».
Самая известная его повесть «Zaklęty dwór» («Очарованный двор») переиздана после смерти писателя около 60 раз и экранизирована в Польше в 1976 году. Лучшие из других его произведений: «Szlachcic chodaczkowy», «Szaraczek i Karmazyn», «Czarny Matwij».

## Избранные произведения
- Bakałarz i druciarz (комедия, 1860)
- Czarny Matwij: powieść z życia ludu górskiego (1860)
- Dwie noce (повесть, 1892)
- Gawędy i powieści Brunona Bielawskiego i Walerego Łozińskiego. Lwów: 1899 (сборник рассказов)
- Ludzie z pod słomianej strzechy — spisał na przykład prostemu ludowi Walenty ze Smolnicy. Lwów: Drukarnia Zakładu Narodowego im. Ossolińskich, 1861
- Niebezpieczny człowiek i Verbum nobile (Одноактная комедия времён короля Станислава Августа). Lwów: Nakładem Karola Wilda, 1866
- Pisma humorystyczne (1900)
- Pisma pomniejsze Walerego Łozińskiego. Z życiorysem autora. Lwów: Nakładem Karola Wilda, 1865
- Szaraczek i karmazyn. Powieść w 2 częściach — część 1. Lwów: Nakładem Karola Wilda, 1859, s. 186. OCLC 69485839.
- Szaraczek i karmazyn. Powieść w 2 częściach — część 2. Lwów: Nakładem Karola Wilda, 1859, s. 198. OCLC 69485839.
- Szlachcic chodaczkowy (1857)
- Zaklęty dwór: powieść w dwóch tomach (1859)
- О blędnym rycerzu polskim
- Pan Skarbnik drochorucki
- Sąiadka
- Isabela Zapolska.

В. Лозинский в жизни отличался вспыльчивым характером. Несколько раз дрался на дуэлях. 10 января 1861 года Лозинский вызвал на поединок известного и популярного львовского журналиста Кароля Чишевского, его редактора-коллегу из журнала «Czytelni Akademickiej». Речь шла о женщине — сотруднице редакции. Лозинский был ранен в висок и умер через три недели из-за посттравматического менингита и заражения крови (от открывшейся старой раны, полученной в предыдущем поединке). Писатель, погрязший в долгах, был похоронен за городской счёт. Его похороны, которые состоялись 2 февраля, состоялись при
большом скоплении жителей и польской интеллигенции Львова.
Умер во Львове и похоронен на Лычаковском кладбище. На могиле писателя был сооружён памятник работы Ц. Годебского.